# Ria-Sirach
Ria-Sirach (catalansk: Rià i Cirac) er en kommune i departementet Pyrénées-Orientales i Sydfrankrig. Den består af to landsbyer Ria og Sirach, som ligger på hver sin side af floden Têt.

## Geografi
Ria-Sirach ligger ved floden Têt i landskabet Conflent 47 km vest for Perpignan. Hovedvejen N116 mellem Perpignan og Bourg-Madame i Cerdagne går gennem byerne. Nærmeste byer er mod nordøst Prades (3 km) og mod sydvest Villefranche-de-Conflent (4 km).

## Historie
Ria nævnes første gang i det 9.århundrede. Fra 1134 og indtil revolutionen tilhørte byen det nærliggende kloster Saint-Michel de Cuxa.
Byen ligger på en bakketop med et slot øverst. Slottet nævnes i 1195 og blev ødelagt af Peter 4. af Aragoniens tropper i 1347. Slottet blev genopbygget, men endelig ødelagt i anden haldel af det 17. århundrede.
Sirach blev en del af kommunen Ria i 1822. I 1973 blev Urbanya indlemmet og kommunen skiftede navn til Ria-Sirach-Urbanya. Urbanya blev dog udskilt igen i 1983 og kommunen har siden heddet Ria-Sirach.

## Demografi

### Udvikling i folketal
| 1962                                                              | 1968  | 1975  | 1982  | 1990  | 1999  | 2007  | 2012  | 2017  |
| ----------------------------------------------------------------- | ----- | ----- | ----- | ----- | ----- | ----- | ----- | ----- |
| 1.017                                                             | 1.057 | 1.028 | 1.042 | 1.017 | 1.126 | 1.175 | 1.257 | 1.325 |
| Tal fra og med 1962 er uden dobbelttælling (sans doubles comptes) |       |       |       |       |       |       |       |       |